# Neumühle (Erlangen)

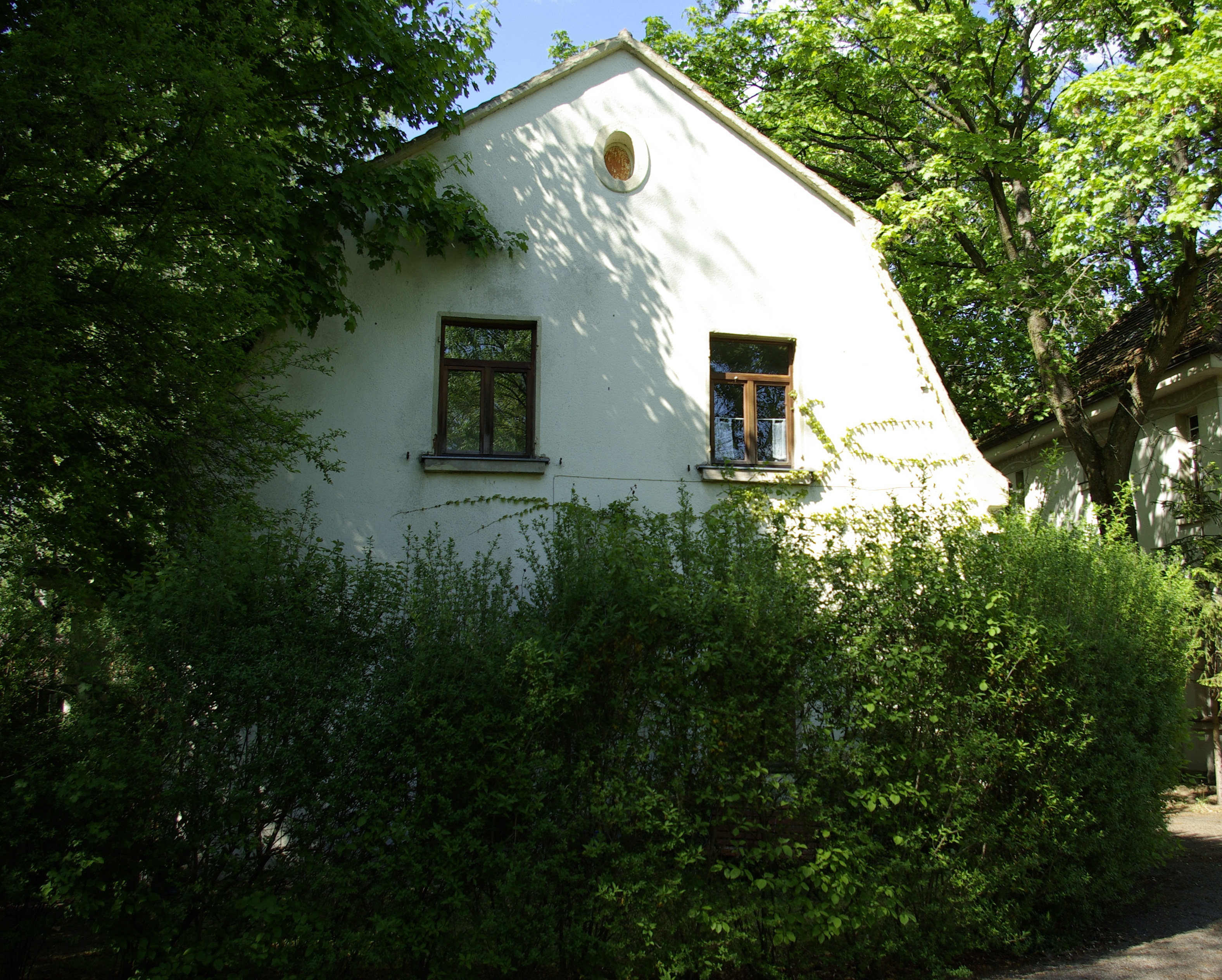
Haus Nr. 10

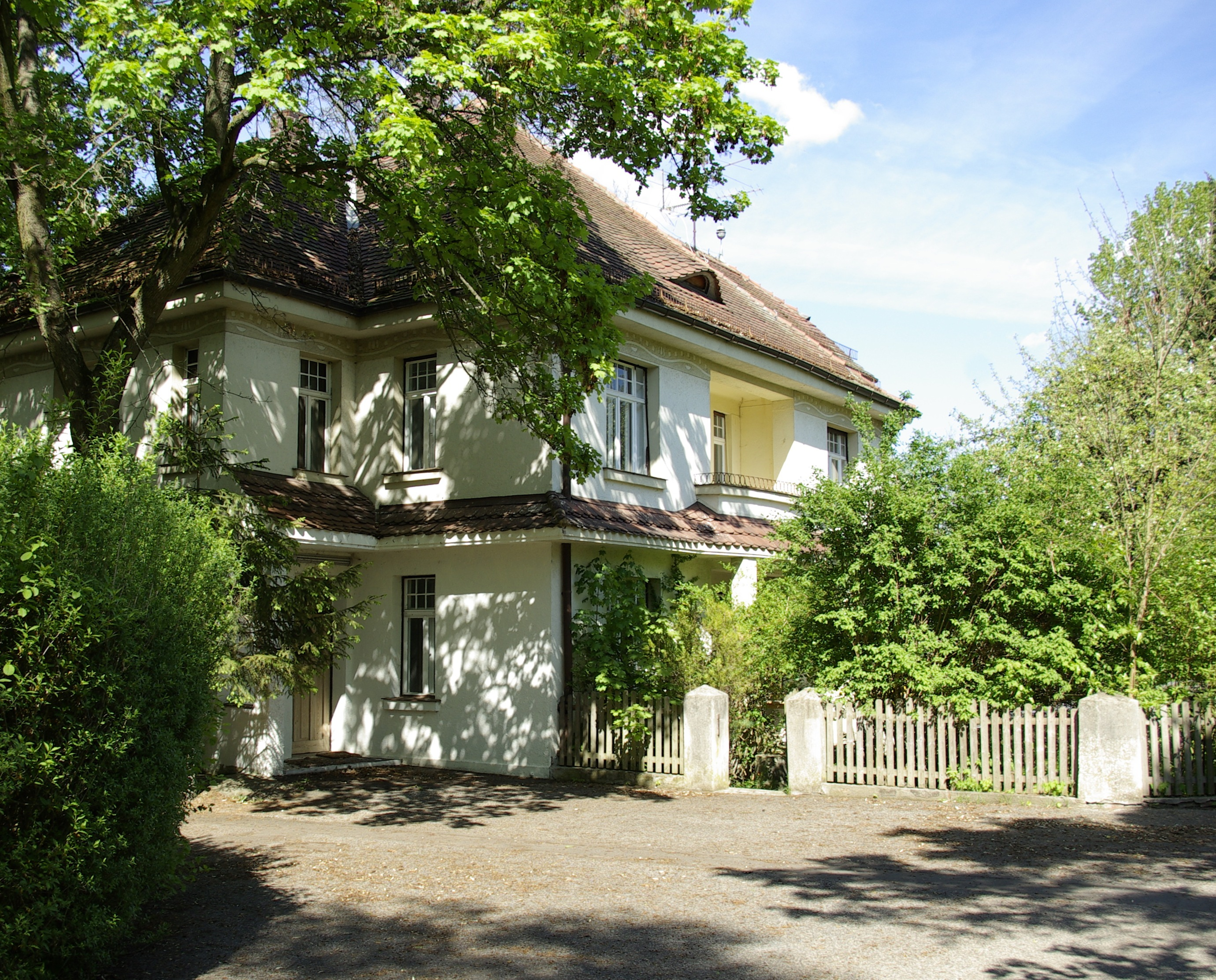
Haus Nr. 12

Neumühle (fränkisch: Di Naimül) ist ein Gemeindeteil der kreisfreien Stadt Erlangen (Mittelfranken, Bayern).

## Geographie
Neumühle liegt auf einer Insel in der Regnitz nördlich von Bruck und am Bimbach, der dort als linker Zufluss in die Regnitz mündet. Im Norden liegt das Flurgebiet Wasserwiesen. Eine Ortsstraße führt 300 Meter weiter westlich zur Kreuzung der Kreisstraße ERH 1 (Büchenbacher Damm) mit der ER 2 (Schallershofer Straße).

## Geschichte
Der Ort wurde 1337 als „Newenmül“ erstmals urkundlich erwähnt. Zu dieser Zeit übte das bambergische Centamt Herzogenaurach das Hochgericht aus. Grundherr war das bambergische Dompropsteiamt Büchenbach. Dem Nürnberger Patrizier Konrad Groß, dem damaligen Amtmann des Dompropsteiamtes, wurde die Mühle verpfändet. 1348 wurde vermerkt, dass die Mühle durch ein Hochwasser der Regnitz zerstört wurde. Um 1405 wurde der Neubau einer hochwassergeschützten Mühle genehmigt. Während des Ersten Markgrafenkriegs wurde die Mühle abgebrannt, wie aus einer Urkunde von 1457 hervorgeht, in der das Dompropsteiamt mit Hans Bruckner einen Vertrag schließt zum Wiederaufbau der Mühle. 1458 war der Bau fertig und konnte als Säge- und Schleifmühle genutzt werden. Im 16. Jahrhundert wurde der bambergische Anspruch auf die Hochgerichtsbarkeit vom brandenburg-kulmbachischen Oberamt Baiersdorf bestritten. Um 1535 wurde die Sägemühle abgerissen und an ihrer Stelle eine Walkmühle errichtet. Unterhalb der Getreidemühle, die es zu dieser Zeit auch gegeben hat, wurde eine neue Sägemühle auf Nürnberger Grund gebaut. Im Dreißigjährigen Krieg verfiel die Mühle. Nach 1653 wurde sie von Hans Müller wieder aufgebaut. 1747 bestand „NeüMühl“ aus der Mühle mit sechs Mahlgängen und einem Gerbgang, einer Schneidmühle samt Nebenhaus, zwei Stadeln, zwei Brunnen, Schweineställen, zwei Wehren und einer Aufziehbrücke über das Altwasser. Das Hochgericht übte das Oberamt Baiersdorf aus.
Von 1797 bis 1810 unterstand der Ort dem Justiz- und Kammeramt Erlangen. 1810 kam Neumühle an das Königreich Bayern. Im Rahmen des Gemeindeedikts wurde sie dem 1811 gebildeten Steuerdistrikt Büchenbach und der 1818 gegründeten Ruralgemeinde Büchenbach zugeordnet.
1835 hatte die Mühle sieben Gänge, zwei Schneidsägen und wurde außerdem als Lohmühle genutzt. 1879 wurde der Mühlenbetrieb eingestellt. 1881 wurde an ihrer Stelle eine Holzstoff- und Pappenfabrik errichtet. Von 1890 bis 1899 wurde das Anwesen als Glasschleiferei genutzt, 1900 wurde eine Bronzefarbenfabrik eingerichtet. Am 1. August 1923 wurde Neumühle mit Büchenbach in die Stadt Erlangen eingegliedert. 1929 wurde auf dem Mühlanger ein Aluminiumwerk (Cesiwid) errichtet. 1938 fiel der Betrieb der Entjudung zum Opfer und wurde einer Firma in Rupprechtstegen verkauft. Am 15. April 1945 brannte die Mühle nach Beschuss der US Army völlig nieder. 1952 wurde das Gelände verkauft und bis 1997 von verschiedenen Firmen zu Lagerzwecken genutzt.

### Baudenkmäler
- Haus Nr. 10: Nebengebäude der ehemaligen Fabrikantenvilla
- Haus Nr. 12: Fabrikantenvilla

### Einwohnerentwicklung
| Jahr      | 001818 | 001861 | 001871 | 001885 | 001900 | 001925 | 001950 | 001961 | 001970 | 001987 |
| Einwohner | 8      | 23     | 14     | 1      | 26     | *      | *      | *      | 38     | 31     |
| Häuser    | 4      |        |        | 1      | 2      | *      | *      | *      |        | 8      |
| Quelle    | [ 9 ]  | [ 10 ] | [ 11 ] | [ 12 ] | [ 13 ] | [ 14 ] | [ 15 ] | [ 16 ] | [ 17 ] | [ 1 ]  |

## Religion
Die Katholiken sind nach St. Xystus  (Büchenbach) gepfarrt, die Lutheraner nach St. Johannes.